# Albero (meccanica)
L'albero, in meccanica, è un organo di trasmissione di un moto rotatorio.

## Usi
L'albero ha una grandissima quantità di applicazioni in tutti i campi della trasmissione del moto. Per fare un esempio domestico, l'estremità del frullatore, su cui si innesta il vaso, è un giunto collegato all'albero di un motore elettrico.
Nei mezzi di trasporto, vi è una grande quantità di alberi: nei motori a pistoni abbiamo l'albero motore, detto anche albero a gomiti o albero eccentrico, o collo d'oca che converte il moto alternativo dei pistoni in rotatorio, in quanto parte del sistema di manovellismo biella-manovella.
Questo, nelle automobili, è connesso alla scatola del cambio, in cui alloggiano l'albero primario e l'albero secondario; la scatola trasferisce quindi il moto a un albero di trasmissione che, a sua volta e tramite il differenziale, lo trasmette agli alberi delle ruote detti anche semiassi. Numerosi alberi poi fanno parte dei sistemi ausiliari, quali le pompe, il tergicristallo eccetera. Ma in tutte le applicazioni di meccanica si trovano impieghi di alberi, nelle forme più varie.

## L'albero dal punto di vista meccanico

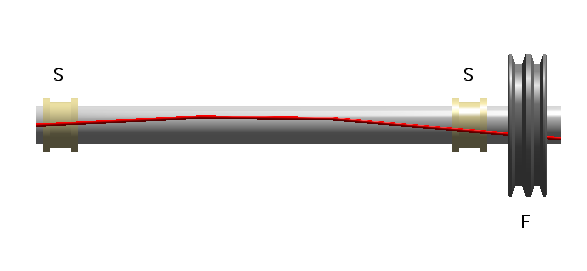
Albero sollecitato a flessione

Come si è detto, l'albero trasmette un moto rotatorio; esso è quindi sottoposto a uno sforzo di torsione; nella maggior parte dei casi, a causa di masse collegate all'albero stesso, esso è anche sottoposto a sforzo di flessione. In figura la linea rossa mostra l'inflessione di un albero supportato in due punti e recante a sbalzo una massa, che genera una forza peso F. Per le leggi della scienza delle costruzioni, quindi, l'albero dovrà essere dotato di opportuni supporti. Si pone, quindi, il problema dell'attrito tra la parte rotante (albero) e quella stazionaria (supporto), di cui è parte essenziale la definizione di giochi e interferenze.
Per evitare che l'albero sia sottoposto a una coppia di torsione troppo elevata, si può ricorrere alla chiavetta di Woodruff, la quale se sottoposta a uno sforzo eccessivo si rompe e svincola l'albero motore dal carico.

## Accorgimenti
L'albero motore può essere munito o caratterizzato da alcuni elementi o funzioni a seconda del tipo d'utilizzo:
- Cavità nel caso di un albero motore dritto, questo può essere creato cavo per poter aumentare la sua leggerezza senza compromettere alla sua rigidezza nella torsione.
- Contro rotante soluzione usata su alcuni mezzi stradali, in particolar modo sulle motociclette, in modo da ridurre l'effetto giroscopico e ridurre l'impennata, questo perché l'albero motore ruotando in senso opposto a quello delle ruote annulla parte dell'effetto giroscopico, permettendo un cambio di traiettoria più rapido (a discapito della stabilità) e dato che durante la rotazione del motore si genera una coppia contraria a quella del motore, questa coppia tende a contrastare quella della ruota in trazione, migliorando la stabilità.